# El Triunfo (El Salvador)
El Triunfo è un comune del dipartimento di Usulután, in El Salvador.